# Psaphis albivitta
Psaphis albivitta är en fjärilsart som beskrevs av Rothschild 1900. Psaphis albivitta ingår i släktet Psaphis och familjen bastardsvärmare. Inga underarter finns listade i Catalogue of Life.